# Pienisaari (ö i Södra Savolax, Pieksämäki, lat 61,67, long 28,11)
Pienisaari är en ö i Finland. Den ligger i sjön Ruokojärvi och i kommunen Jockas i den ekonomiska regionen  Pieksämäki ekonomiska region  och landskapet Södra Savolax, i den södra delen av landet, 240 km nordost om huvudstaden Helsingfors. Öns area är 1,4 hektar och dess största längd är 240 meter i sydöst-nordvästlig riktning.